# Граф M22
Граф M22, званий також графом Меснера — єдиний регулярний граф з параметрами (77, 16, 0, 4). Граф будується зі системи Штейнера (3, 6, 22), приймаючи її 77 блоків як вершини і з'єднуючи дві вершини тоді й лише тоді, коли вони не мають спільних елементів. Граф можна отримати також видаленням вершини та її сусідів із графа Гіґмана — Сімса.
Граф є одним із семи відомих строго регулярних графів без трикутників. Його спектр дорівнює {\displaystyle (-6)^{21}2^{55}16^{1}}, а його групою автоморфізмів слугує група Матьє M22.